# Iglesia de San Bartolomé (Erta)
La iglesia de San Bartomé de Erta (en catalán, Sant Bartomeu d'Erta) es la iglesia del pueblo de Erta, del antiguo término de Malpàs, actualmente perteneciente al término de el Pont de Suert. Era sufragánea de la parroquia de San Pedro de Malpàs.
Es una iglesia de una sola nave, cubierta con vuelta de cañón y ábsides semicirculares sobrealzados, abierta a la nave a través de un arco presbiteral muy amplio. Sin embargo, toda ella está muy transformada.
No se pueden ver bien los muros interiores, ya que están del todo emblanquecidos. Sin embargom, se reconoce por el parecido que se trata de una iglesia del siglo XI.